# Khamsa
Khamsa es una película del año 2008.

## Sinopsis
Después de huir de su familia de acogida, Khamsa vuelve al campamento gitano donde nació hace 13 años. Con su primo Tony el enano, Khamsa sueña con hacerse rico con las peleas de gallos. Nada ha cambiado desde que se fue, las partidas de cartas, el mar Mediterráneo… Todo sigue igual hasta que Coyote, su mejor amigo, conoce a Rachitique, un chorizo de poca monta. No tardan en pasar del robo de motos al atraco. Khamsa cae rápidamente en una espiral de delincuencia.